# Marthamycetaceae
Marthamycetaceae is een familie van de Leotiomycetes, behorend tot de orde van Chaetomellales. Het typegeslacht is Marthamyces.

## Taxonomie
De familie Chaetomellaceae bestaat uit negen geslachten: 
- Cyclaneusma
- Marthamyces
- Melittosporiella
- Mellitiosporium
- Naemacyclus
- Phragmiticola
- Propolina
- Propolis
- Ramomarthamyces